# Bandeira do Djibuti
A bandeira nacional do Djibuti contém duas listas horizontais de azul (no topo) e verde, com um triângulo isósceles branco com base na tralha que contém uma estrela vermelha de cinco pontas no centro. Há quem veja as cores usadas como símbolos da terra (verde), do céu e do mar (azul) e da paz (branco), e com a estrela vermelha a simbolizar a unidade. Foi hasteada pela primeira vez no dia da independência do país, a 27 de junho de 1977.